# به‌خاطر دو سنجاق سینه
به‌خاطر دو سنجاق سینه (انگلیسی: For Two Pins) یک فیلم صامت کوتاه کمدی است که در سال ۱۹۱۴ منتشر شد. از بازیگران این فیلم می‌توان به اولیور هاردی و ریموند مک‌کی اشاره کرد.